# Cine Barcino
El Cine Barcino (1964-1981) va ser una sala d'exhibició cinematogràfica ubicada al número 46 del Carrer La Maquinista de Barcelona, al barri de la Barceloneta. La sala, construïda el 1963 per encàrrec de José Antonio Padró Jové, va ser inaugurada el març de 1964.
El Cine Barcino comptava amb una capacitat de 1.062 localitats: 732 a platea i les altres 331 al club. La platea estava dividida en tres grups de butaques.
L'accés al cinema era pel carrer de la Maquinista, passant un llarg vestíbul que donava a l'entrada a platea. Tanmateix, la sala també disposava de sortida exterior pel Carrer Giner i Partagàs. El cinema Barcino va estar obert un total de 17 anys, formant part de la llista inacabable dels cinemes desapareguts de Barcelona. El seu període àlgid va ser als anys 1960's i 1970's, quan era un dels molts cinemes de barri que oferien les famoses sessions dobles. A partir d'aquí, però, la sala va patir una forta davallada, malgrat les reformes que es van dur a terme, el local va anar deteriorant-se amb el pas dels anys i va acabar sent invisible per a la premsa.
Finalment, el Cinema Barcino fou clausurat l'any 1981 per passar a convertir-se en una sala de bingo seguidament d'unt aparcament pel barri.